# Raiding
Raiding (węg. Doborján, burg.-chorw. Rajnof) – gmina targowa w Austrii, w kraju związkowym Burgenland, w powiecie Oberpullendorf. 1 stycznia 2014 liczyła 829 mieszkańców.

## Osoby urodzone w Raidingu
- Ferenc Liszt, kompozytor